# Les Ponts-de-Martel
Les Ponts-de-Martel är en ort och kommun i kantonen Neuchâtel, Schweiz. Kommunen har 1 229 invånare (2023).